# Althausschneideturm
Althausschneideturm nebo Althausschneide je 3275 m vysoký horský vrchol ležící v hřebeni Rosshufkamm v pohoří Venediger. Leží na hranici mezi Rakouskem a Itálií, respektive Východním a Jižním Tyrolskem. Prvovýstup na něj uskutečnili 5. července 1981 A. Thenius, S. Bondorfer a H. Auer.

## Poloha
Althausschneide je skalnatý hřeben nalézající se na italsko-rakouské hranici a je pokračováním jihozápadního hřebene Dreiherrnspitze. Hřeben se táhne od Östlicher Rosshuf (3171 m n. m.) na jihozápadě přes Leipziger Schartl (3096 m n. m.), Althausschneidespitze (3226 m n. m.) a Althausschneideturm k Althausschneidescharte (3221 m n. m.) na severovýchodě. Hřeben zároveň představuje hranici mezi východotyrolskou obcí Prägraten am Großvenediger a jihotyrolskou obcí Prettau. Na jihovýchodě od Althausschneidespitze se nachází ledovec Althauskees, na severozápadě ledovec Lahnerkees. V okolí se nachází několik údolí – Umbaltal na jihu, Windtal na jihozápadě a Ahrntal na severozápadě. Úbočí hory na východotyrolské straně jsou součástí Národního parku Vysoké Taury, zatímco jihotyrolské části hory jsou chráněny v přírodním parku Rieserferner-Ahrn.

## Možnosti výstupu
Vrchol hory je dostupný pouze horolezecky. Běžná trasa na zřídka navštěvovaný vrchol vede od chaty Kleine-Philipp-Reuter-Hütte (nebo o něco vzdálenější chaty Clarahütte) přes Umbaltörl, Schlaiter Keesflecken a Althauskees na Althausschneidescharte. Přes severovýchodní hranu (stupeň obtížnosti UIAA III-IV) se dostanete pod vrchol, jehož výstup má obtížnost V.

## Galerie

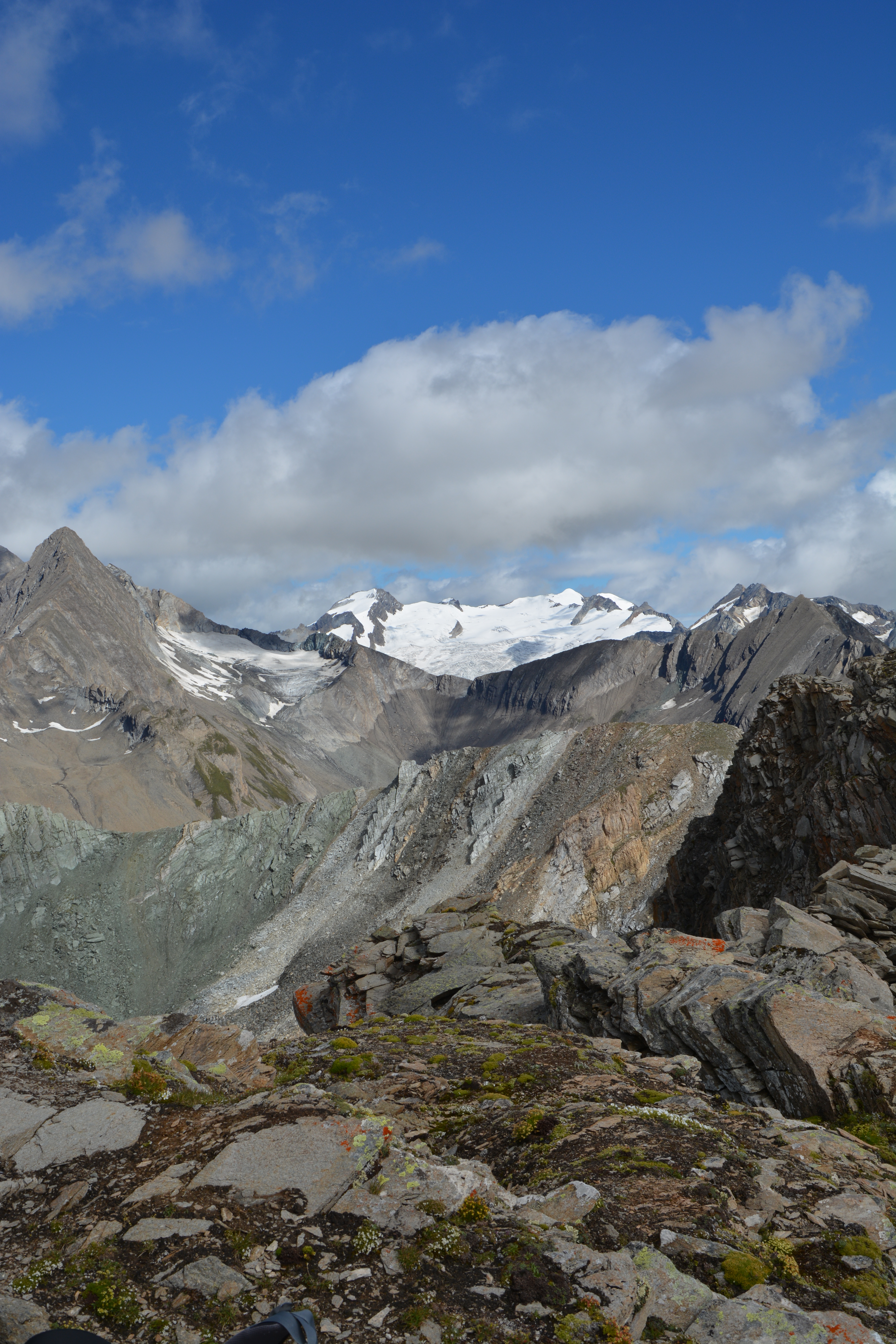
Rötspitze, Althausschneideturm, Dreiherrnspitze, Umbalköpfl, Westliche Simonyspitze a Gubachspitzen při pohledu z Rotenmannspitze
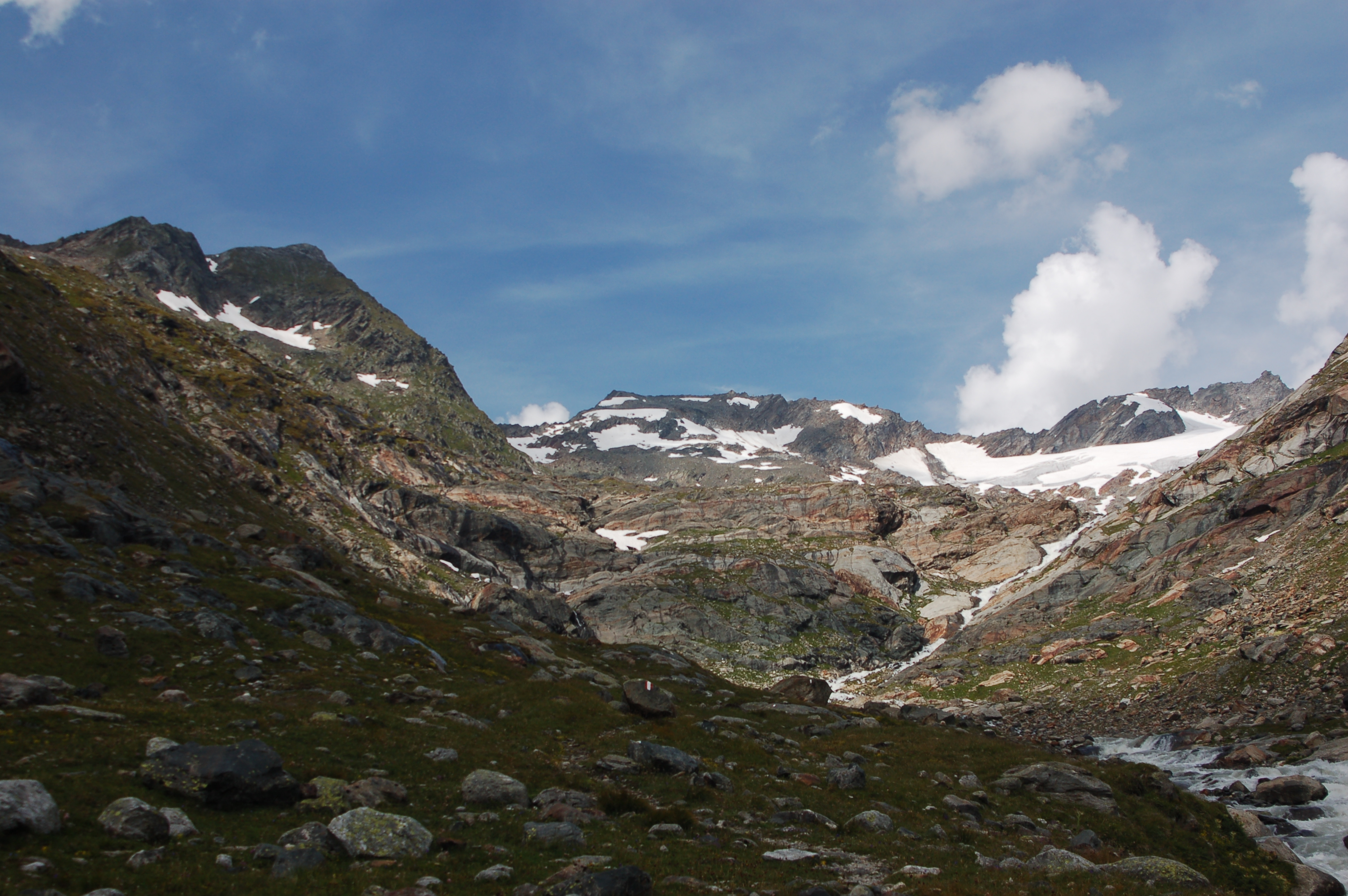
pohled z Hinteren Umbaltal
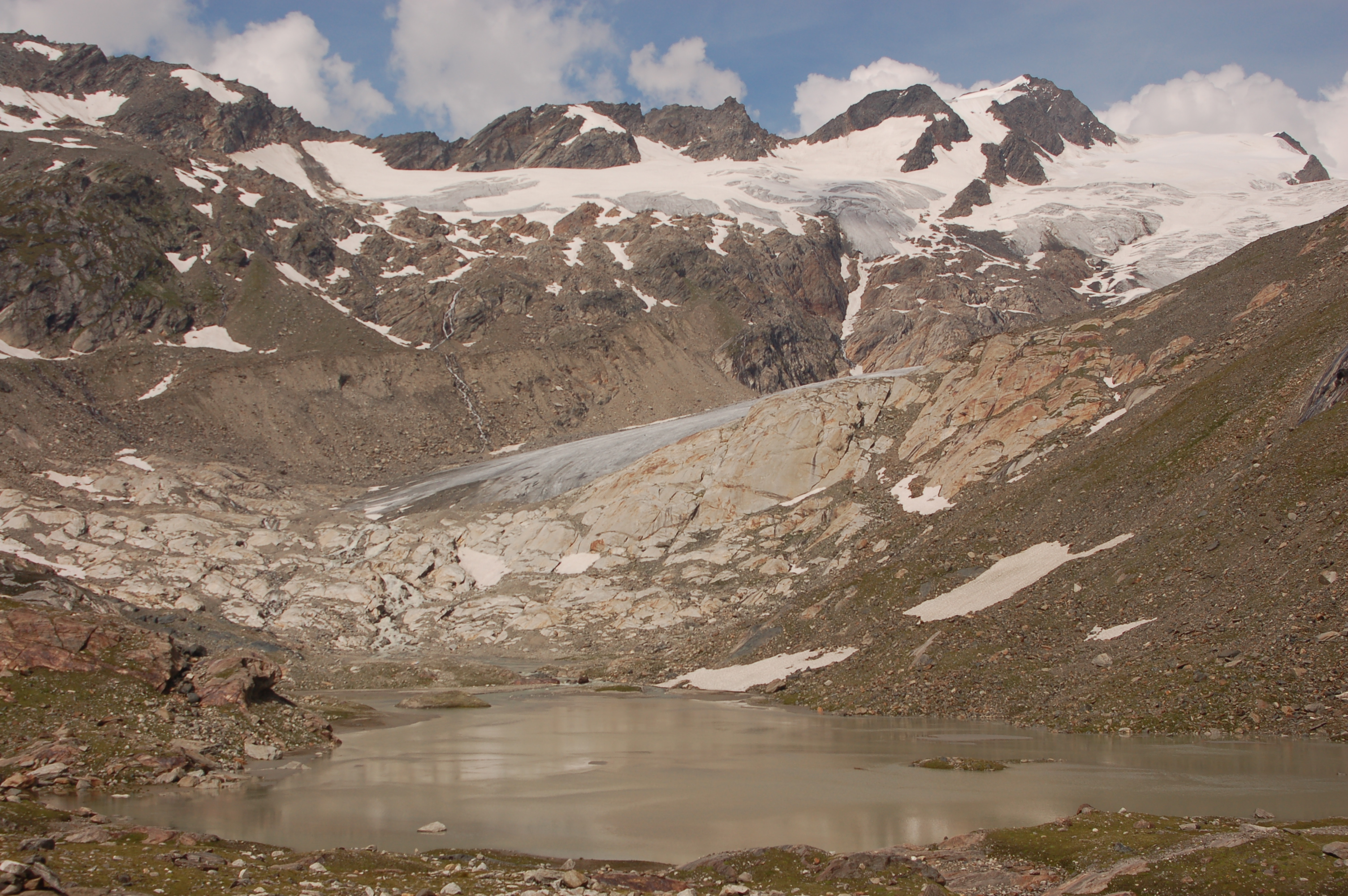
pohled z Hinteren Umbaltal na Rosshuf, Althausschneide, Dreiherrnspitze a Umbalköpfl.
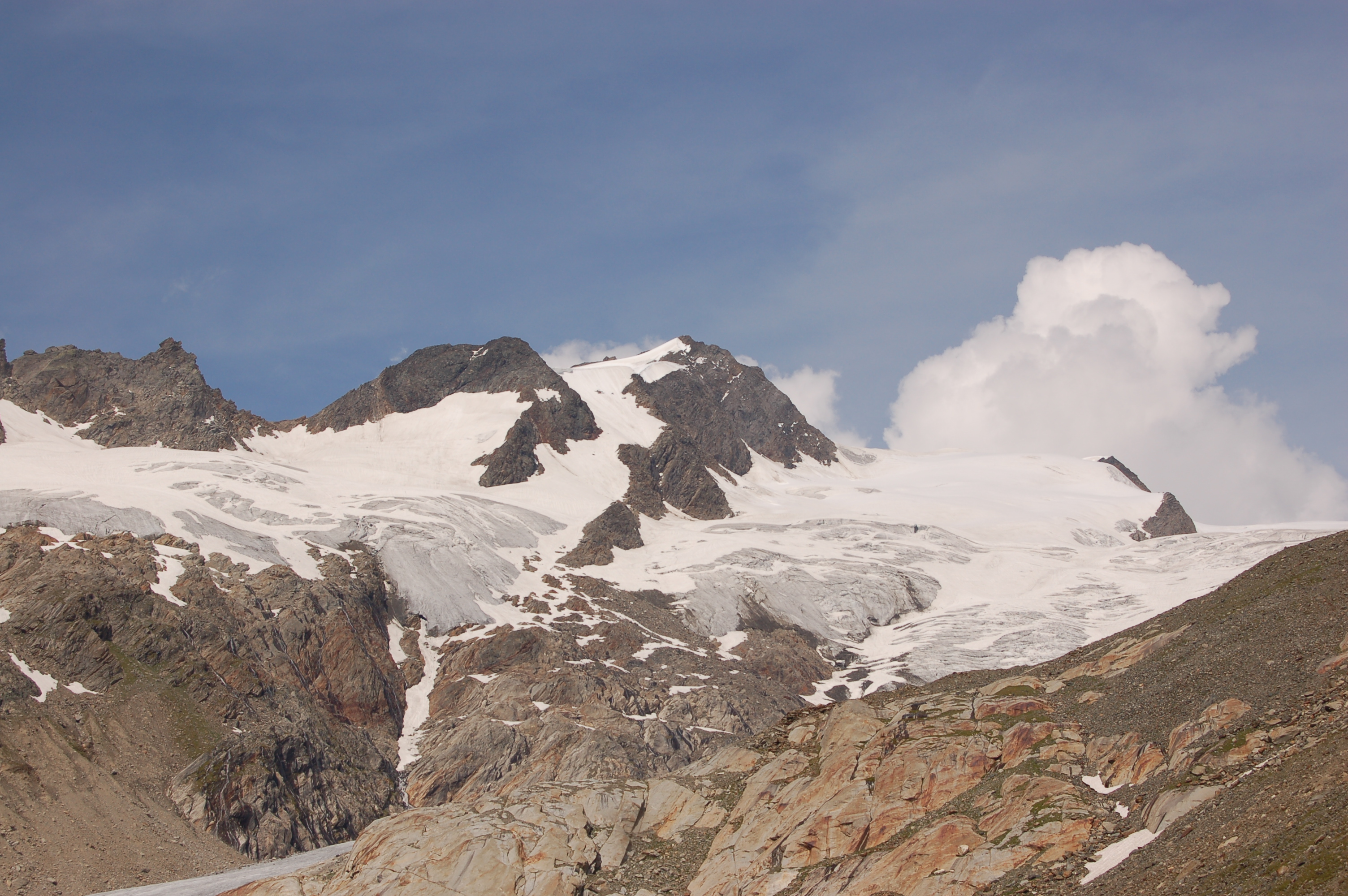
pohled z Hinteren Umbaltal na Althausschneidturm, Dreiherrnspitze a Umbalköpf
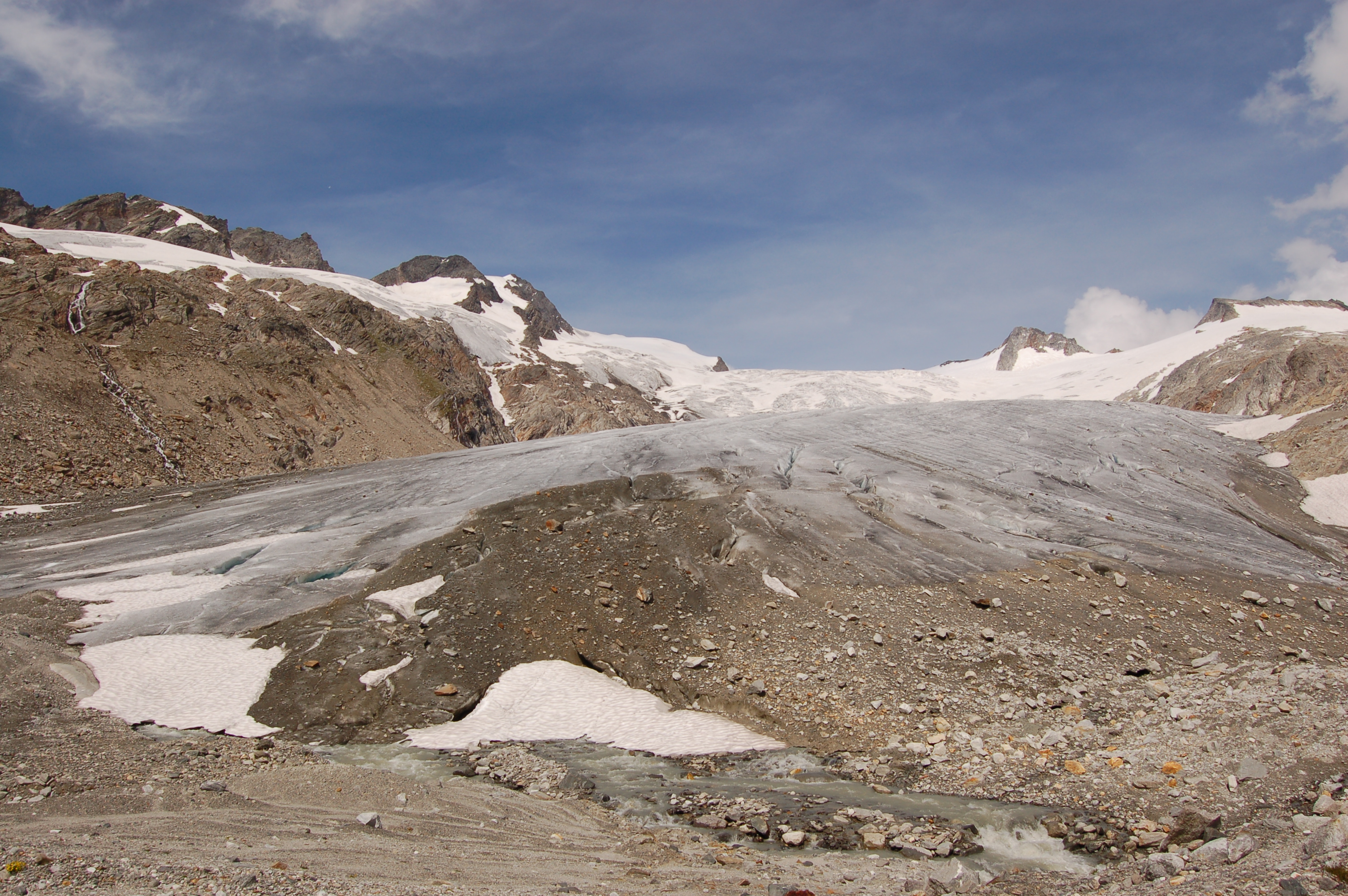
pohled z Hinteren Umbaltal na Althausschneide, Dreiherrnspitze, Umbalköpfl a Gubachspitzen.
panorama horské skupiny Venediger z Rotenmannspitze